# Gryon incrassatum
Gryon incrassatum är en stekelart som beskrevs av Kononova och Fursov 2005. Gryon incrassatum ingår i släktet Gryon och familjen Scelionidae. Inga underarter finns listade i Catalogue of Life.